# Higher Than a Kite
Higher Than a Kite é um filme curta-metragem estadunidense de 1943, dirigido por Del Lord. É o 72º de um total de 190 filmes da série com os Três Patetas produzida pela Columbia Pictures entre 1934 e 1959.

## Enredo
Os Três Patetas atravessam o Atlântico e entram para Royal Air Force com o intuito de pilotarem aviões durante a Segunda Guerra Mundial. Mas, ao invés de se tornarem pilotos como queriam, são enviados para trabalharem como mecânicos na oficina da base. Ao tentarem consertar o carro do comandante que estava com um "chiado" (um "grilo", segundo a dublagem original brasileira), eles desmontam o motor e por isso são perseguidos pelo furioso soldado Kelly (Duke York). Entram por um tubo pensando ser do encanamento mas na verdade era uma bomba que a seguir é jogada na Alemanha com eles dentro, pelos bombardeiros ingleses (nessa época os aliados bombardearam Colônia, na Alemanha (junho de 1942)). Em terra, cercado de nazistas, imediatamente Moe e Curly se disfarçam de oficiais alemães e tentam enganar os marechais Bommel (Dick Curtis) e Boring (Vernon Dent). Sem uniforme disponivel, Larry  se veste de mulher e flerta com Boring, dizendo chamar-se Moronica. No final, os Patetas conseguem roubar planos secretos dos alemães e fogem.